# 顿涅茨克州村庄列表
以下是乌克兰頓涅茨克州按區別分类的村庄列表。

## 巴赫穆特区
- 巴赫穆茨凱
- 貝雷斯托韋
- 貝爾希夫卡
- 比洛霍里夫卡（英语：Bilohorivka, Donetsk Oblast）
- 德罗尼夫卡（英语：Dronivka）
- 赫拉多索韦（英语：Hladosove）
- 伊万赫拉德（英语：Ivanhrad）
- 伊万尼夫斯凱
- 科代馬
- 洛佐韋（英语：Lozove, Bakhmut Raion）
- 米德納魯達
- 下洛佐韋（英语：Nyzhnie Lozove）
- 帕拉斯科维伊夫卡
- 波克罗夫斯凱
- 萨科和万采蒂（英语：Sakko I Vantsetti）
- 塞雷布良卡
- 上卡姆楊斯凱（英语：Verkhnokamianske）
- 維塞拉多倫納（英语：Vesela Dolyna, Bakhmut Raion, Donetsk Oblast）
- 亚希德内
- 宰采韋
- 茲瓦尼夫卡